# Округ Острава-град
Округ Острава-град (чеш. Okres Ostrava-město) је округ у Моравско-Шлеском крају, у Чешкој Републици. Административно средиште округа је град Острава.

## Становништво
Према подацима о броју становника из 2012. године округ је имао 329.961 становника.